# سلحفاة الصحراء
سلحفاة الصحراء هي نوع من السلاحف البرية، تنتمي إلى جنس السلاحف الأمريكية. تعيش سلحفاة الصحراء في صحراء موهافي وصحراء سونورا في جنوب غرب الولايات المتحدة وشمال غرب المكسيك، وتحديداً في غرب ولاية أريزونا وجنوب شرق كاليفورنيا وجنوب نيفادا وجنوب غرب أوتاه. حازت السلحفاة اسمها العلمي "agassizii" نسبةً إلى عالم الحيوان السويسري الأمريكي لويس أغاسيز. مؤخراً وبعد إجراء دراسات للحمض النووي وسلوك وبيئة سلاحف الصحراء على الضفَّتين الشرقية والغربية لنهر كولورادو، تقرَّر أنه قد يجب فصلها إلى نوعين مختلفين كلٌّ منهما على إحدى ضفتي النهر، وهما: سلحفاة أغاسيز الصحراوية (Gopherus agassizii) وسلحفاة مورافكا الصحراوية (Gopherus morafkai).
تعيش سلحفاة الصحراء نحو 30 إلى 50 عاماً، وهي تحتاج إلى وقتٍ طويلٍ للنمو، وغالباً ما يكون تكاثرها بطيئاً، فلا تنجب الكثير من الصغار في الموسم الواحد. تقضي السلاحف معظم وقتها داخل الجحور أو مختبئةً تحت الصخور والشجيرات، وذلك لتخفّض حرارة جسدها وتحافظ على أكبرٍ قدر ممكن من المياه، وتكون في ذروة نشاطها بعد الأمطار الموسمية، إلا إنها تظلُّ قليلة النشاط خلال معظم العام. يبيت هذا النوع بياتاً شتوياً، ممَّا يسمح له بتجاوز البرد القارس وقلة الطعام.

## الوصف
يبلغ طول سلحفاة الصحراء عادةً نحو 25 إلى 36 سنتيمتراً، ويصل ارتفاع أصدافها نحو 10 إلى 15 سنتيمتراً، ووزنها 4 إلى 7 كيلوغرامات. ذكور السلاحف أكبر حجماً وذات ذيولٍ أطول بقليلٍ من الإناث، كما إنَّ السطح السفلي لأصداف الذكور يكون مقعَّراً على عكس الإناث. أصداف هذه السلاحف عالية الارتفاع، ويتراوح لونها من الأسمر المخضر إلى البني الغامق. أرجل السلحفاة الأمامية مغطاة بحراشف حادة، وهي مجهزة للحفر.